# Норт Гејтс (Њујорк)
Норт Гејтс (енгл. North Gates) насељено је место без административног статуса у америчкој савезној држави Њујорк.

## Демографија
По попису из 2010. године број становника је 9.512.
| Група             | 2000.    | 2010.         |
| Белци             | 0 (0,0%) | 7.328 (77,0%) |
| Афроамериканци    | 0 (0,0%) | 976 (10,3%)   |
| Азијати           | 0 (0,0%) | 417 (4,4%)    |
| Хиспаноамериканци | 0 (0,0%) | 629 (6,6%)    |
| Укупно            | 0        | 9.512         |